# Gerberga von Burgund
Gerberga von Burgund (* 965 oder 966; † 7. Juli 1019) stammte aus dem burgundischen Königshaus. Sie war in erster Ehe mit Graf Hermann I. von Werl und in zweiter Ehe mit Herzog Hermann II. von Schwaben verheiratet.

## Herkunft
Sie war eine Tochter des Königs Konrad III. des Friedfertigen (Pacificus), Herzog von Burgund (Welfen), Sohn des italienischen Nationalkönigs Rudolf II., und Konrads zweiter Ehefrau Mathilde von Frankreich, einer Tochter von Ludwig IV. von Frankreich. Sie war des Weiteren eine Nichte der Kaiserin Adelheid und des Königs Lothar von Frankreich sowie eine Nichte von Otto I. Somit war sie sowohl mit dem Karolingern wie auch mit den Ottonen verwandt.

## Ehe mit Hermann I. von Werl
Sie war in erster Ehe seit etwa 978 (?) verheiratet mit Hermann I., Graf von Werl, der um 985 starb.
Aus dieser Ehe hatte sie bereits mehrere Kinder: Hermann, der als Hermann II. Nachfolger seines Vaters wurde, sowie dessen Brüder Rudolf (auch Ludolf genannt) und Bernhard (I.). Nach heutigen Erkenntnissen stammt die Tochter Gisela von Schwaben nicht aus dieser Ehe.
Auf ihr Bitten schenkte Otto III. das Gut Stockhausen, das zuvor ein verstorbener Geächteter besessen hatte, dem Stift Meschede. Sie war die Stifterin des Klosters Oedingen, gelegen in der Grafschaft ihres Sohnes Hermann II von Werl im Gau Lochtrop.

## Ehe mit Hermann II. von Schwaben
In zweiter Ehe heiratete sie um 988 Hermann II., Herzog von Schwaben († 4. Mai 1003), einen Konradiner.
Mit ihm hatte sie weitere fünf Kinder:
- Mathilde (* wohl 988; † 29. Juli 1031/1032), begraben im Dom zu Worms, ⚭ I Konrad I., Herzog von Kärnten († 12. Dezember 1011, vielleicht auch 15. Dezember, Salier), ⚭ II Friedrich II., Herzog von Oberlothringen († 1026, Wigeriche), ⚭ III Esiko, Graf von Ballenstedt, Graf im Schwabengau und im Gau Serimunt († wohl 1059/1060)
- Gisela (* 11. November 989/990; † 15. Februar 1043), ⚭ I um 1002 Bruno, Graf (von Braunschweig, † 1012/1014), ⚭ II um 1014 Ernst I., Herzog von Schwaben († 1015, Babenberger), ⚭ III Konrad II., deutscher Kaiser († 1039, Salier)
- Berchtold (* Anfang 992; † Anfang 993), getauft in Einsiedeln 992, begraben in Marchtal
- (umstritten) Beatrix († 23. Februar nach 1025), ⚭ Adalbero von Eppenstein, Herzog von Kärnten (1000 bezeugt, † 28. November 1039, Eppensteiner)
- Hermann III. († 1012) 1003 Herzog von Schwaben